# Монтонерос
Монтоне́рос (исп. Montoneros или Movimiento Peronista Montonero) — аргентинская левоперонистская городская партизанская организация, созданная в 1960-х и начавшая вооружённую борьбу против диктаторских режимов («Аргентинская революция» Онганиа, «Процесс национальной реорганизации» Виделы) в Аргентине 1970-х годов. 
В 1974 году монтонерос  похитили аргентинских бизнесменов, руководителей крупной компании «Бунхе и Борн» — братьев Хорхе и Хуана Борн. За них был выплачен крупнейший на тот момент в мировой истории выкуп — 60 миллионов долларов США. 
Пик активности организации пришёлся на 1976 год. После жестоких репрессий во время «Грязной войны» в 1977—1978 годах монтонерос в Аргентине были практически разгромлены и ушли в глубокое подполье, однако их отряды специального назначения продолжали действовать вплоть до 1981 года. В то же время, часть вынужденных покинуть страну членов организации приняла участие в Сандинистской революции на стороне СФНО.